# فرانز جيربر
فرانز جيربر (بالألمانية: Franz Gerber)‏ (27 نوفمبر 1953 ميونخ ألمانيا - ) هو لاعب كرة قدم ألماني يلعب كمهاجم.

## روابط خارجية
- فرانز جيربر على موقع قاعدة بيانات كرة القدم.إي يو (الإنجليزية)
- فرانز جيربر على موقع بيانات كرة القدم. دي إي (الألمانية)
- فرانز جيربر على موقع عالم كرة القدم.نت (الإنجليزية)